# Сричкообразуващ съгласен звук
Сричкообразуващите съгласни звукове са съгласни, които в някои езици образуват ядрото на определени срички (обикновено ядрото на сричките е гласен звук). В повечето случаи сричкообразуващите съгласни са сонорни, много рядко преградни, проходни или африкати. Сричкообразуващи съгласни се използват в някои германски, славянски и китайски езици, в санскрит и други.
Международната фонетична азбука означава сричкообразуващите съгласни с диакритичния знак ◌̩ (U+0329), например [r̩], или ◌̍ (U+030D), когато буквата има десцендер (например [ŋ̍]).
Книжовните славянски езици със сричкообразуващи звукове са:
- чешки: честа употреба на сричкообразуващи [r] и [l], а също и на [m] и [n] (Strč prst skrz krk, sedm [sedm̩~sedn̩])
- словашки: честа употреба на сричкообразуващи [r] и [l] (Strč prst skrz krk), които могат да бъдат и удължени (kĺb [kɫ̩ːp], vŕba [ˈvr̩ːba], škvŕn [ʃkvr̩ːn])
- сърбохърватски: честа употреба на сричкообразуващо [r] (српски, trčati); в чужди думи могат да се запазват и [m̩], [n̩] или [l̩] (Vltava, Njutn)
- македонска литературна норма: честа употреба на сричкообразуващо [r] (прв [ˈpr̩f], срце [ˈsr̩t͡sɛ])
- словенски: в чужди думи могат да се запазват и [m̩], [n̩] или [l̩] (Vltava)

В книжовния български ядрото на сричките винаги е гласна, но в много западни диалекти присъстват сричкотворни [r] и [l]. В книжовния български език съгласните ядра се преобразуват с добавяне на звука ъ преди или след съгласната, следвайки определени правила. В книжовния сръбски и македонски сричкотворното [r] се запазва, а сричкотворното [l] се обикновено се преобразува съответно в у и в о или ол.